# Maskulinimus
|  | Denne artikel er oprettet af botten PalnaBot ud fra en ekstern database. Den kan derfor have sproglige fejl eller mangler. Denne skabelon kan fjernes efter kontrol af indholdet. |

Maskulinimus er en film instrueret af Christina Christensen, Lotte Heering.

## Handling
Filmen tager os med til det indre Kina til et folk, hvor kvinderne spiller hovedrollen. Hvordan er blevet sådan? Det fortaber sig nok i det dunkle, men Moso-folket har brug for en forklaring, og den finder ide i myterne, som deres historiefortæller bringer videre. Filmholdet har besøgt landbyen, Luoshui.